# Тимошкино (Владимирская область)
Тимошкино — деревня в Кольчугинском районе Владимирской области России, входит в состав Флорищинского сельского поселения.

## География
Деревня расположена в 14 км на юго-запад от центра поселения посёлка Металлист и в 18 км на запад от райцентра города Кольчугино.

## История

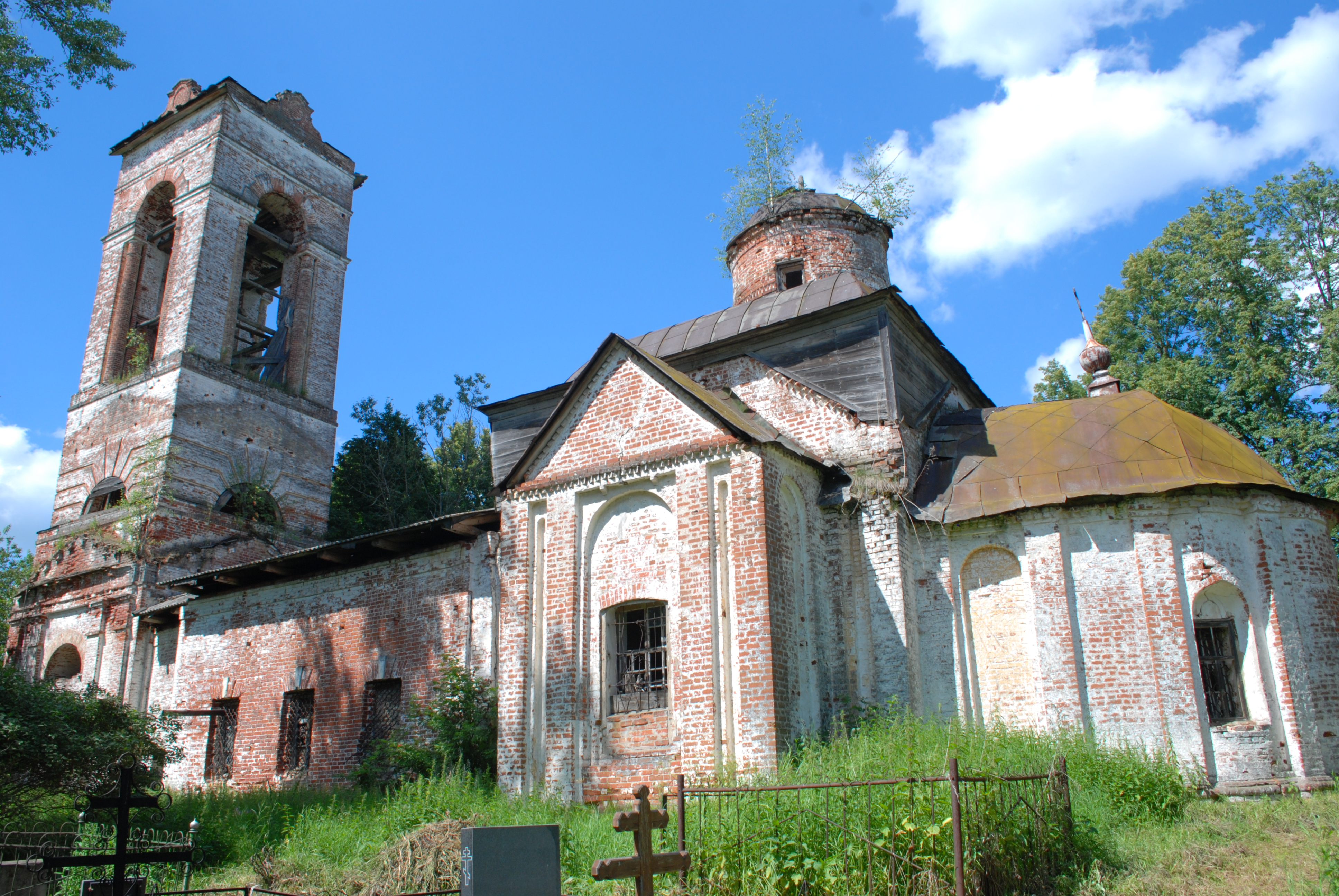
Церковь Благовещения Пресвятой Богородицы. 2008 год

В середине XIX века деревня Тимошкино входила в состав Благовещенского прихода. Центром прихода являлась церковь на Благовещенском погосте в 1 км к западу от деревни. В ведомости о церквях Переславского уезда, составленной в 1799 году, сказано, что каменная церковь построена в 1501 году помещиком Иваном Ивановичем Нагим. Существование этой церкви в XVII столетии подтверждается надписями на двух антиминсах 1640 и 1690 годов. В 1797 году к главной церкви пристроена была каменная трапеза, в которой освящен придел во имя преподобного Сергия Радонежского, другой же престол в трапезе во имя святой Живоначальной Троицы освящен в 1851 году. Каменная колокольня при церкви построена в 1833 году. Вблизи каменной Благовещенской церкви стояла другая деревянная в честь Знамения Пресвятой Богородицы, построенная на средства архимандрита Иоанна в 1751 году. В 1881 году эта церковь на средства прихожан была исправлена 
. В 1905 году в деревне Тимошкино числилось 49 дворов, в Благовещенском погосте — 2 двора и 8 жит.
В конце XIX — начале XX века деревня входила в состав Андреевской волости Александровского уезда. 
С 1929 года деревня входила в состав Флорищенского сельсовета в составе Кольчугинского района.
В 2008 году на Благовещенском погосте вновь был открыт Свято-Благовещенский мужской монастырь.

## Население
| 1859 | 1905 |
| ---- | ---- |
| 261  | 310  |

| 1859 | 1905 | 1926 | 2002 | 2010 | 2021 |
| ---- | ---- | ---- | ---- | ---- | ---- |
| 261  | ↗310 | ↗333 | ↘2   | ↗7   | ↘5   |

## Достопримечательности
В 1 км от Тимошкино на Благовещенском погосте расположены Церковь Благовещения Пресвятой Богородицы (1501-1800) и деревянная Церковь иконы Божией Матери "Знамение" (1751) в составе Благовещенского мужского монастыря.